# حادثه ترن (فیلم ۲۰۰۲)
حادثه ترن یا خروج از خط (به انگلیسی: Derailed) یک فیلم اکشن آمریکایی-بلغاری محصول سال ۲۰۰۲ به کارگردانی باب میسیوروفسکی با بازی ژان-کلود ون دام، توماس آرانا و لورا هرینگ است. کریستوفر ون وارنبرگ پسر ون دام نیز در نقش پسر خیالی او ظاهر می‌شود. فیلم داستان، یک مأمور مخفی (ون دام) که باید یک دزد (هرینگ) که سلاح زیستی را دزدیده‌است - از اسلواکی تا آلمان اسکورت کند، اما خانواده ناآگاه مأمور و یک گروه جنایتکار خطرناک در همان قطاری قرار می‌گیرند، را روایت می‌کند.
در ایالات متحده، این فیلم در ۱۲ اکتبر ۲۰۰۲ به صورت فیلم ویدئویی به نمایش درآمد، اگرچه در برخی از بازارهای بین‌المللی به نمایش درآمد. این فیلم نقدهای منفی جهانی دریافت کرده‌است و به‌طور گسترده‌ای به عنوان یک نقطه پایین در کارنامه ژان کلود ون دام شناخته می‌شود.

## داستان
ژاک کریستوف، مأمور ناتو، توسط مافوق خود، ژنرال زاکف، فراخوانده می‌شود. هدف او ردیابی گالینا کنستانتین است که یک کانتینر بسیار ارزشمند و خطرناک را از دولت اسلواکی دزدیده‌است و او را با قطار به مونیخ می‌برد. لارس که با ناتو کار می‌کند به کریستوف کمک می‌کند. ژاک می‌تواند موقعیت گالینا را پیدا کند و همزمان با یک واحد نظامی اسلواکی به او برسد. پس از یک تعقیب و گریز طولانی، آنها می‌توانند به قطار برسند و قطار حرکت می‌کند.
ژاک با تعجب متوجه می‌شود که همسرش، مادلین، و دو فرزندش، بیلی و ایتان، سوار قطار شده‌اند و قصد دارند او را برای تولدش سورپرایز کنند. با این حال، مادلین گالینا را می‌بیند و فکر می‌کند که ژاک و او با هم رابطه دارند. قبل از اینکه از کابین ژاک خارج شود، به او می‌گوید که او و بچه‌ها در ایستگاه بعدی از قطار پیاده می‌شوند.
در همین حال، محفظه موتور توسط دو مرد که کنترل کاروان را به دست می‌گیرند، ربوده می‌شود. آنها یک مسدود کننده تلفن همراه نصب می‌کنند تا از تماس مردم با مقامات جلوگیری کنند. آنها با جنایتکار بین‌المللی میسون کول که او نیز سوار قطار شده‌است کار می‌کنند. پس از حرکت قطار، کول و افرادش کنترل قطار را به دست می‌گیرند و اکثر کارکنان را می‌کشند، به استثنای هادی که پس از شلیک گلوله به پا، درون کابینت پنهان می‌شود. کول به سرسپردگان خود دستور می‌دهد تا مسافران را به اتاق بار ببرند و از مسافر گالینا کنستانتین می‌خواهد که به او تحویل داده شود.
ژاک یکی از سرسپردگانش را بیرون می‌آورد و به سمت عقب قطار می‌دود، جایی که گالینا پنهان شده‌است. گالینا فاش می‌کند محموله‌ای که او حمل می‌کند، مجموعه‌ای از سه ویال حاوی گونه خطرناک آبله است. ژاک ویال‌ها را می‌گیرد و آن دو از بیرون قطار بالا می‌روند تا از کول جاسوسی کنند. با این حال، آنها توسط کول، که ویال‌ها را می‌گیرد، شناسایی و دستگیر می‌شوند. دعوا پیش می‌آید. فرض بر این است که ژاک از قطار سقوط کرده‌است، اما در واقع توانسته‌است به یک دستگیره بیرونی چنگ بزند. گالینا سعی می‌کند ویال‌ها را پس بگیرد، اما یکی از آنها می‌شکند و همه افراد قطار را در معرض ویروس قرار می‌دهد و …

## فیلم‌برداری
فیلم‌برداری اصلی این فیلم در طی ۵۶ روز بین ۲۰ اکتبر تا ۱۵ دسامبر ۲۰۰۱ در صوفیه، بلغارستان انجام شد.

## بازیگران
- ژان کلود ون دم درنقش ژاک کریستف
- توماس آرانا درنقش میسون کول
- لورا هرینگ درنقش گالینا کنستانتین
- سوزان گیبنی درنقش دکتر مادلین کریستف
- لوسی جنر درنقش ناتاشا
- جسیکا بومن درنقش بیلی کریستف
- کریستوف فن وارنبرگ درنقش اتان کریستف
- جان بیشاپ
- دایتون کالی

## بازخوردها
در وب‌سایت جمع‌آوری نقد راتن تومیتوز، با ۵ نقد، این فیلم دارای امتیاز تأیید نادر ۰٪ است - به این معنی که هیچ نقد مثبتی ندارد - و میانگین امتیاز ۲٫۴ از ۱۰. اجماع منتقدان این سایت آن را به عنوان «یکی از آن داستان‌های احتیاطی آشنا و پرمخاطب توصیف می‌کند که تا حد زیادی به تصادفات غیرقابل قبول و پیچش‌های مضحک وابسته است». این فیلم همواره به‌عنوان یکی از بدترین فیلم‌های ژان کلود ون دام توصیف می‌شود.